# Alexis Adams
Alexis Adams (Dade City, Florida; 3 de noviembre de 1992) es una actriz pornográfica y modelo erótica estadounidense.

## Biografía
Adams nació en noviembre de 1992 en la ciudad de Dade City, en el condado de Pasco, situado en Florida. Tras acabar el instituto, en el que fue cheerleader, comenzó a trabajar como camarera y a estudiar enfermería en una Universidad Comunitaria de Florida. En 2012, con el seudónimo de Jordana Ryan, comenzó a trabajar como modelo de desnudos para Playboy.
Ese mismo año, a los 20 años de edad, se decidiría a entrar en la industria pornográfica, compaginando durante su primer año su faceta como actriz porno con la de modelo para firmas como Model Mayhem. Consiguió ser elegida Cyber Girl of the Month para Playboy.
A partir de su entrada, comenzó a trabajar con compañías como Digital Sin, Girlfriends Films, Hustler, Jules Jordan Video, Lethal Hardcore, Adam & Eve o New Sensations, entre otras.
En 2015 fue nominada en los Premios XBIZ a Mejor actriz revelación.
Algunas películas de su filmografía son Barely Legal My Brand New Boobs, Cheek Peekers, Lock And Load, Perky 3, Pure Desire 2, Not the Wizard of Oz XXX, Pure Sexual Attraction 2, Stacked 4, Step Family Matters o Big Wet Breasts 3.
Ha grabado más de 400 películas como actriz.

## Premios y nominaciones
| Año  | Ceremonia    | Resultado | Premio                                        | Trabajo                                 |
| ---- | ------------ | --------- | --------------------------------------------- | --------------------------------------- |
| 2013 | Sex Awards   | Nominada  | Hottest New Girl                              | —                                       |
| 2014 | The Fannys   | Nominada  | New Starlet of the Year                       | —                                       |
| 2015 | Premios AVN  | Nominada  | Premio fan: Mejores pechos                    | —                                       |
| 2015 | Premios XBIZ | Nominada  | Mejor actriz revelación                       | —                                       |
| 2016 | Premios AVN  | Nominada  | Premio fan: Mejores pechos                    | —                                       |
| 2016 | Premios XBIZ | Nominada  | Mejor escena de sexo en película vignette     | Busty Workout                           |
| 2017 | Premios AVN  | Nominada  | Mejor escena de sexo chico/chica              | Young & Glamorous 8                     |
| 2017 | Premios XBIZ | Nominada  | Mejor escena de sexo en película de todo sexo | Sex Footage: Young Girls Home All Alone |
| 2019 | Premios AVN  | Nominada  | Mejor actuación solo / tease                  | Natural 2                               |
| 2019 | Premios AVN  | Nominada  | Premio fan: Mejores pechos                    | —                                       |